# Czerwony album (album Abradaba)
Czerwony Album – pierwsza solowa płyta AbradAba, wydana przez S.P. Records dnia 8 czerwca 2004 roku. Gościnnie brali w niej udział m.in. Gutek, Tede, oraz WSZ & CNE.
Nagrania dotarły do 14. miejsca listy OLiS. W 2004 roku album został wyróżniony nagrodą polskiego przemysłu fonograficznego Fryderykiem w kategorii „najlepszy album hip-hop/R&B”.
Pochodzący z albumu utwór pt. „Miasto jest Nasze” znalazł się na 65. miejscu listy „120 najważniejszych polskich utworów hip-hopowych” według serwisu T-Mobile Music, a w 2011 roku został uznany singlem dekady przez magazyn Popkiller.
Utwór „Rapowe ziarno 2 (Szyderap)” zyskał nagrodę MTV Polska w kategorii „najlepszy teledysk”, oraz Yacha Internautów, w tym parę innych nominacji m.in. do Fryderyków, czy Ślizgerów.

## Lista utworów
Opracowano na podstawie źródła.
| #  | Tytuł                                             | Producent | Czas |
| -- | ------------------------------------------------- | --------- | ---- |
| 1  | „Domino”                                          | AbradAb   | 1:15 |
| 2  | „Miasto jest nasze” (gośc. Gutek)                 | AbradAb   | 3:55 |
| 3  | „Poprawny wokal”                                  | IGS       | 2:39 |
| 4  | „Tu mam swój skład (Baku Baku)” (gośc. WSZ & CNE) | Jajonasz  | 5:06 |
| 5  | „Idealnie”                                        | AbradAb   | 2:28 |
| 6  | „Piosenka o G.”                                   | DJ 600V   | 2:04 |
| 7  | „Rapowe ziarno 2 (Szyderap)” (gośc. Gutek)        | Macuk     | 4:04 |
| 8  | „... (Indios Bravos RMX)”                         | Banach    | 4:25 |
| 9  | „Noc całą” (gośc. Frenchman)                      | AbradAb   | 4:19 |
| 10 | „Lubiędobre” (gośc. Gutek)                        | IGS       | 3:22 |
| 11 | „Państwo jest nasze” (gośc. Gutek, Tede)          | AbradAb   | 3:59 |
| 12 | „Chobcy”                                          | Jajonasz  | 3:13 |
| 13 | „...”                                             | AbradAb   | 4:05 |

- Scratche: DJ Bart, DJ Feel-X